# Liste der Kulturdenkmale in Elxleben (Ilm-Kreis)
Die Liste der Kulturdenkmale in Elxleben enthält die Kulturdenkmale auf dem Gebiet der Gemeinde Elxleben im thüringischen Ilm-Kreis (Stand: September 2020). Die folgenden Angaben ersetzen nicht die rechtsverbindliche Auskunft der Denkmalschutzbehörde.

## Legende
- Bild: zeigt ein Bild des Kulturdenkmals und gegebenenfalls einen Link zu weiteren Fotos des Kulturdenkmals im Medienarchiv Wikimedia Commons
- Bezeichnung: Name, Bezeichnung oder die Art des Kulturdenkmals
- Lage: Wenn vorhanden Straßenname und Hausnummer des Kulturdenkmals; Grundsortierung der Liste erfolgt nach dieser Adresse. Der Link Karte führt zu verschiedenen Kartendarstellungen und nennt die Koordinaten des Kulturdenkmals.
 Kartenansicht, um Koordinaten zu setzen – in dieser Kartenansicht sind Kulturdenkmale ohne Koordinaten mit einem roten bzw. orangen Marker dargestellt und können in der Karte gesetzt werden. Kulturdenkmale ohne Bild sind mit einem blauen bzw. roten Marker gekennzeichnet, Kulturdenkmale mit Bild mit einem grünen bzw. orangen Marker.
- Datierung: gibt das Jahr der Fertigstellung beziehungsweise das Datum der Erstnennung oder den Zeitraum der Errichtung an
- Beschreibung: bauliche und geschichtliche Einzelheiten des Kulturdenkmals, vorzugsweise die Denkmaleigenschaften
- ID: Die ID identifiziert das Kulturdenkmal eindeutig. In Thüringen sind aktuell keine IDs veröffentlicht. In der ID-Spalte kann sich auch folgendes Icon  befinden, dies führt zu Angaben zu diesem Kulturdenkmal bei Wikidata.

| Bild                                    | Bezeichnung                                | Lage                                          | Datierung | Beschreibung           | ID |
| --------------------------------------- | ------------------------------------------ | --------------------------------------------- | --------- | ---------------------- | -- |
| BW                                      | Gutsanlage                                 | Am Gut 79, 128, 130, 131, 132, 133 (Karte)    |           | gestrichen             |    |
| Direkt Bild zu diesem Denkmal hochladen | Quellgewölbe                               | Am Kropfberg                                  |           |                        |    |
| BW                                      | Wohnhaus                                   | Arnstädter Hohle 30 (Karte)                   |           | gestrichen             |    |
| BW                                      | Wohnhaus                                   | Arnstädter Hohle 31 (Karte)                   |           | gestrichen             |    |
| BW                                      | Gehöftzeile                                | Hauptstraße 2, 3, 4, 5, 9, 10, 11, 12 (Karte) |           |                        |    |
| BW                                      | Wohnhaus                                   | Hauptstraße 11 (Karte)                        |           |                        |    |
| Fotos hochladen                         | Gehöftzeile                                | Hauptstraße 45, 46, 47, 55 (Karte)            |           |                        |    |
| weitere Bilder Fotos hochladen          | Wohnhaus                                   | Hauptstraße 45 (Karte)                        |           |                        |    |
| weitere Bilder Fotos hochladen          | Wohnhaus                                   | Hauptstraße 46 (Karte)                        |           |                        |    |
| weitere Bilder Fotos hochladen          | Hofmauer & Tor & Portal                    | Hauptstraße 47 (Karte)                        |           |                        |    |
| weitere Bilder Fotos hochladen          | Wohnhaus                                   | Hauptstraße 55 (Karte)                        |           |                        |    |
| BW                                      | Gehöft                                     | Wegeklinge 60 (Karte)                         |           |                        |    |
| BW                                      | Gehöft                                     | Hauptstraße 76 (Karte)                        |           |                        |    |
| BW                                      | Gehöft                                     | Henningsgasse 100 (Karte)                     |           | gestrichen             |    |
| BW                                      | Gehöft                                     | Klostergasse 109 (Karte)                      |           |                        |    |
| weitere Bilder Fotos hochladen          | Kirche & Ausstattung & Inventar & Kirchhof | Kirchgasse 122 (Karte)                        | 1722      |                        |    |
| BW                                      | Gehöft                                     | Kleine Mühlgasse 16 (Karte)                   |           |                        |    |
| BW                                      | Wohnhaus                                   | Klostergasse 53 (Karte)                       |           | abgerissen; gestrichen |    |
| BW                                      | Gehöft                                     | Wegeklinge 66 (Karte)                         |           |                        |    |
| BW                                      | Gehöft                                     | Wegeklinge 93 (Karte)                         |           | gestrichen             |    |